# Вишваксена
Вишваксена (англ. Vishvaksena, Visvaksena, Vishwaksena) — главнокомандующий армией Вишну, его привратник и управляющий двором на Вайкунтхе. Также Вишваксена — одно из имен самого Вишну.
В некоторых вайшнавских школах Вишваксене поклоняются перед выполнением ритуала. Его образ также занимает важное место в храмовых традициях. В частности, фестивали начинаются с поклонения Вишваксене, после ритуала Вишваксене идет церемониальная процессия.

## Иконография Вишваксены
В Курма-пуране Вишваксена наследует часть облика Вишну. Он описывается как Вишну, в его руках раковина, диск, булава, а сам он одет в желтые одеяния. В Калика-пурана ему приписываются черты привратника, который имеет четыре руки, красный цвет тела и смуглое лицо. Вишваксена восседает на белом лотосе, носит длинную бороду, его волосы спутаны. Руки Вишваксена держат раковину, диск и булаву. В Лакшми-тантре Вишваксена описывается с четырьмя руками, которые держат раковину и лотос. В другом отрывке он держит меч и булаву, носит желтую одежду, имеет карие глаза, густую бороду и брови, а также четыре выпирающих зуба. В гимне в честь Вишваксены его образ имеет все черты Вишну, включая Шриватсу и его оружие.
Изображение Вишваксены в храмовом комплексе Венкатешвары в Тирумале представляет его с четырьмя руками. Верхние держат раковину и Сударшану, нижние руки покоятся на бедре и показывают мудру благословения.

## Происхождение образа Вишваксены
Вишваксена не упоминается в Ведах, Дхармашастрах или других древних текстах, однако он фигурирует в текстах Панчаратры и в текстах Агамы. Следовательно, Вишваксена является результатом более позднего развития поклонения Вишну. Вишваксена упоминается в сочинениях альваров, которые рассматривали его как одно из проявлений Вишну. Святой Наммальвар, один из ранних альваров, считается инкарнацией Вишваксены. Альвар Бхутам включил Вишваксену в перечень учителей сампрадаи. Его иногда показывают «вайшнавским Ганешей».

## Поклонение Вишваксене
Вишваксене молятся как защитнику. Согласно Гаруда-пуране Вишваксене следует поклоняться наряду с другими атрибутами и спутниками Вишну.

Необходимо поклоняться короне Вишну, его гирлянде из полевых цветов, флагам, булаве, Вишваксене и Кришне вместе с Шри (Лакшми).— Агастья Самхита, Глава 28

Вайшнав должен читать мантры в честь Лакшми, Гаруды и Вишваксены.— Агастья Самхита, Глава 29
В цикле богословских работ «Гадья-трайи», включающего «Нитья-грантха», представлено руководство для вайшнавов по ежедневному служению. Цикл работ приписываются теологу вишишта-адваты Раманудже. В них подробно описано ритуальное вайшнавское поклонение, включая помимо Вишу подчиненное уважение к второстепенным божествам. Речь идет о божественных ипостасях, обладающих определенными космическими силами, включая богинь Шри, Бхуми и Нила, а также некоторых небесных служителей, особенно Ананта-Шеше и Вившваксене. Аналогичные ритуальные требования присутствуют в Мадхва-сампрадае, где тоже есть признанная иерархия божеств. Всех их необходимо почитать в соответствии с их ролью в духовном или земном мире.
Культ Вишваксены нашел распространение в традиции Вайкханаса (англ. Vaikhanasa), получившей свое название по имени одноименного святого. Поклонение Вишваксене практикуется в Южной Индии в вайшнавских храмах в штатах Тамилнад, Андхра-Прадеш и некоторых частях Карнатака. Крупнейшим центром поклонения Вишваксене является храмовый комплекс Венкатешвары в Тирумале.

## Мантры Вишваксене
| Мантра                     | Текст                                                                                  | Образец воспроизведения |
| -------------------------- | -------------------------------------------------------------------------------------- | ----------------------- |
| Vishwaksena Mantra         | OM Rhum Vaum Jnanadaya Namah                                                           |                         |
| Vishwaksena Gayatri Mantra | OM Vishwaksenaaya Vidmahe Vethra Hasthaya Dhimahee, Thanno Vishwaksenaaya Prachodayath | Аудиозапись             |

## Известные места поклонения Вишваксене
| Храм                                                  | Местонахождение                      | Веб-сайт |
| ----------------------------------------------------- | ------------------------------------ | -------- |
| Sri Ranganatha Swamy Temple                           | Шрирангам, Тируччираппалли, Тамилнад | Ссылка   |
| Sri Vishwaksena Temple (Sri Vekateswara Swamy Temple) | Тирупати, Читтор, Андхра-Прадеш      | Ссылка   |
| Sri Varadharaja Perumal Temple                        | Нетаджи Нагар, Канчипурам, Тамилнад  | Ссылка   |

## Вишваксена из рода Бхараты
В Шримад-Бхагаватам рассказывается о древней династии, берущей начало от Бхараты. Среди потомков Бхараты значится Нипа. Критви, дочь Шуки, родила царю Ними сына, которого назвали Брахмадаттой (раджа Бенареса). Впоследствии у великого йога Брахмадатты и его жены Сарасвати родился сын по имени Вишваксена. По велению великого мудреца Джайгишавьи Вишваксена составил подробное описание метода мистической йоги (Шримад-Бхагаватам, Книга 9, Глава 21, тексты 25-26).

## Прочее
Вишваксеной в Аюрведе называют растение callicarpa macrophylla, которое произрастает в Индии. Его зрелые плоды съедобны, семена — ядовиты, а листья могут использоваться для приготовления травяного напитка.